# Чо оју
Чо оју (или Qowowuyag; у Непалу चोयु, Тибетански: jo bo dbu yag; Кинески језик: 卓奧有山, Пињин: Zhuó'àoyǒu Shān) је планина на граници Непала и Кине. Једна од укупно четрнаест планина виших од 8000 метара, и с 8201 метара надморске висине, шести највиши планински врх на свету.

## Опис
Име планине Чо оју, лоциране око 20 км западно од Монт Евереста, с тибетанског се преводи као "Тиркизна богиња". Неколико километара западно од саме планине, налази се Нангпа Ла (5716 м), залеђени планински прелаз који се користи као главни трговачки пут између Тибетанаца и Шерпа из Кумбуа. Ради своје близине прелазу и генерално благих обронака на стандардном путу северозападног гребена, сматра се најлакшом планином за алпинистичке успоне међу планинама изнад 8000 метара висине, и зато је популарна дестинација за професионално вођене групе.

## Успони
Први покушај освајања десио се 1952. као припрема британске експедиције финансиране од "Удруженог хималајског одбора" (Џоинт Хималајан Комит) за успон на Монт Еверест идуће године. Експедицију коју је предводио Ерик Шиптон тада су зауставиле техничке тешкоће и ледени клиф на 6650 м. Први успешан успон 19. октобра 1954. постигли су на северозападном гребену Аустријанци Херберт Тичи и Јозеф Јечлер, заједно с Шерпом Пасанг Дава Ламом. Чо оју био је пети освојени врх међу планинама изнад 8000 метара, након Анапурне јула 1950., Евереста маја 1953., Нанга Парбата јула 1953., и К2 јула 1954. Други успешан успон обављен је 1958., када је као члан индијске експедиције Пасанг Дава Лама други пут освојио врх. 1978., Аустријанци Еди Коблмилер и Алојс Фуртнер пењу се на врх преко изузетно захтевне југоисточне стране. 1983., у свом четвртом покушају, заједно с Хансом Камерландером и Мичелом Дачером, Чо оју осваја чувени Рејнолд Меснер, док се идуће године као прве жене на ту планину пењу Дина Штербова и Вера Комаркова. 12. фебруара 1985., Матеј Бербека и Матеј Павликовски постижу први успон зими, док је први самостални успон 1994. остварио Јапанац Јасуши Јамано.